# Kabinett Fejérváry

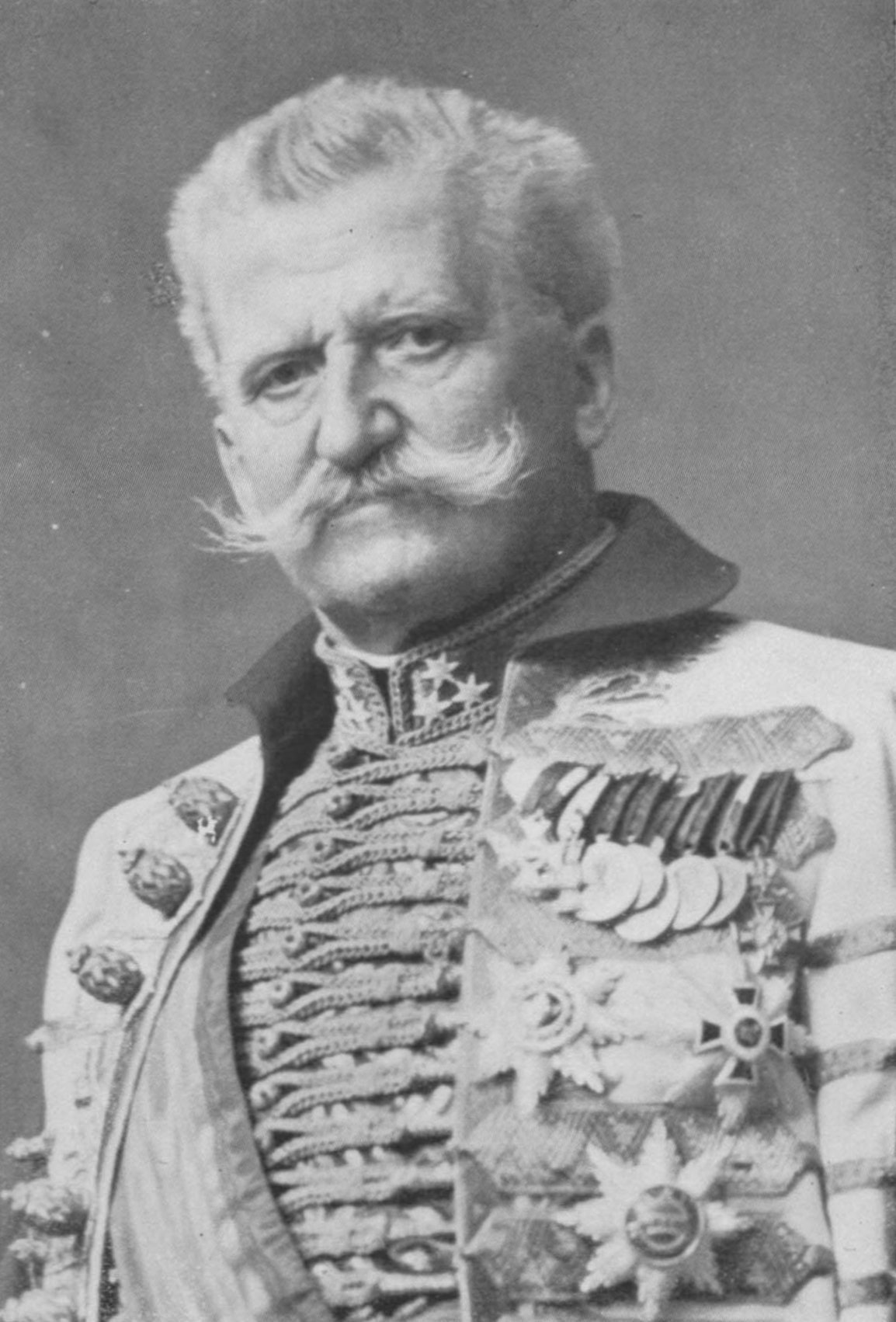
Géza Fejérváry

Das Kabinett Fejérváry war eine Beamtenregierung des Königreichs Ungarn von 1905 bis 1906. Sie wurde inmitten der Ungarischen Krise im Auftrag von König Franz Joseph I. von Géza Fejérváry am 18. Juni 1905 gebildet und bestand bis 8. April 1906.

## Minister
Parteien:
_ Liberale Partei (Szabadelvű Párt)
_ parteilos
| Amt                                                   | Amtsträger | Amtsträger         | Beginn der Amtszeit | Ende der Amtszeit |
| ----------------------------------------------------- | ---------- | ------------------ | ------------------- | ----------------- |
| Ministerpräsident, Minister am Allerhöchsten Hoflager |            | Géza Fejérváry     | 18. Juni 1905       | 8. April 1906     |
| Innenminister                                         |            | József Kristóffy   | 18. Juni 1905       | 8. April 1906     |
| Landesverteidigungsminister                           |            | Ferenc Bihar       | 18. Juni 1905       | 6. März 1906      |
| Landesverteidigungsminister                           |            | Béla Pap           | 6. März 1906        | 8. April 1906     |
| Finanzminister                                        |            | Géza Fejérváry     | 18. Juni 1905       | 6. März 1906      |
| Finanzminister                                        |            | Ferenc Hegedűs     | 6. März 1906        | 8. April 1906     |
| Minister für Kultus und Unterricht                    |            | György Lukács      | 18. Juni 1905       | 6. März 1906      |
| Minister für Kultus und Unterricht                    |            | Gyula Tost         | 6. März 1906        | 8. April 1906     |
| Justizminister                                        |            | Bertalan Lányi     | 18. Juni 1905       | 2. April 1906     |
| Justizminister                                        |            | Gusztáv Gegus      | 2. April 1906       | 8. April 1906     |
| Ackerbauminister                                      |            | Endre György       | 18. Juni 1905       | 18. Oktober 1905  |
| Ackerbauminister                                      |            | Artúr Feilitzsch   | 18. Oktober 1905    | 8. April 1906     |
| Handelsminister                                       |            | László Vörös       | 18. Juni 1905       | 8. April 1906     |
| Kroatisch-slawonisch-dalmatinischer Minister          |            | István Kovacsevics | 18. Juni 1905       | 8. April 1906     |